# Trigonotis peduncularis
Trigonotis peduncularis är en strävbladig växtart som först beskrevs av Trevisan, och fick sitt nu gällande namn av George Bentham, John Gilbert Baker och S. Moore. Trigonotis peduncularis ingår i släktet Trigonotis och familjen strävbladiga växter.

## Underarter
Arten delas in i följande underarter:
- T. p. amblyosepala
- T. p. macrantha

## Bildgalleri

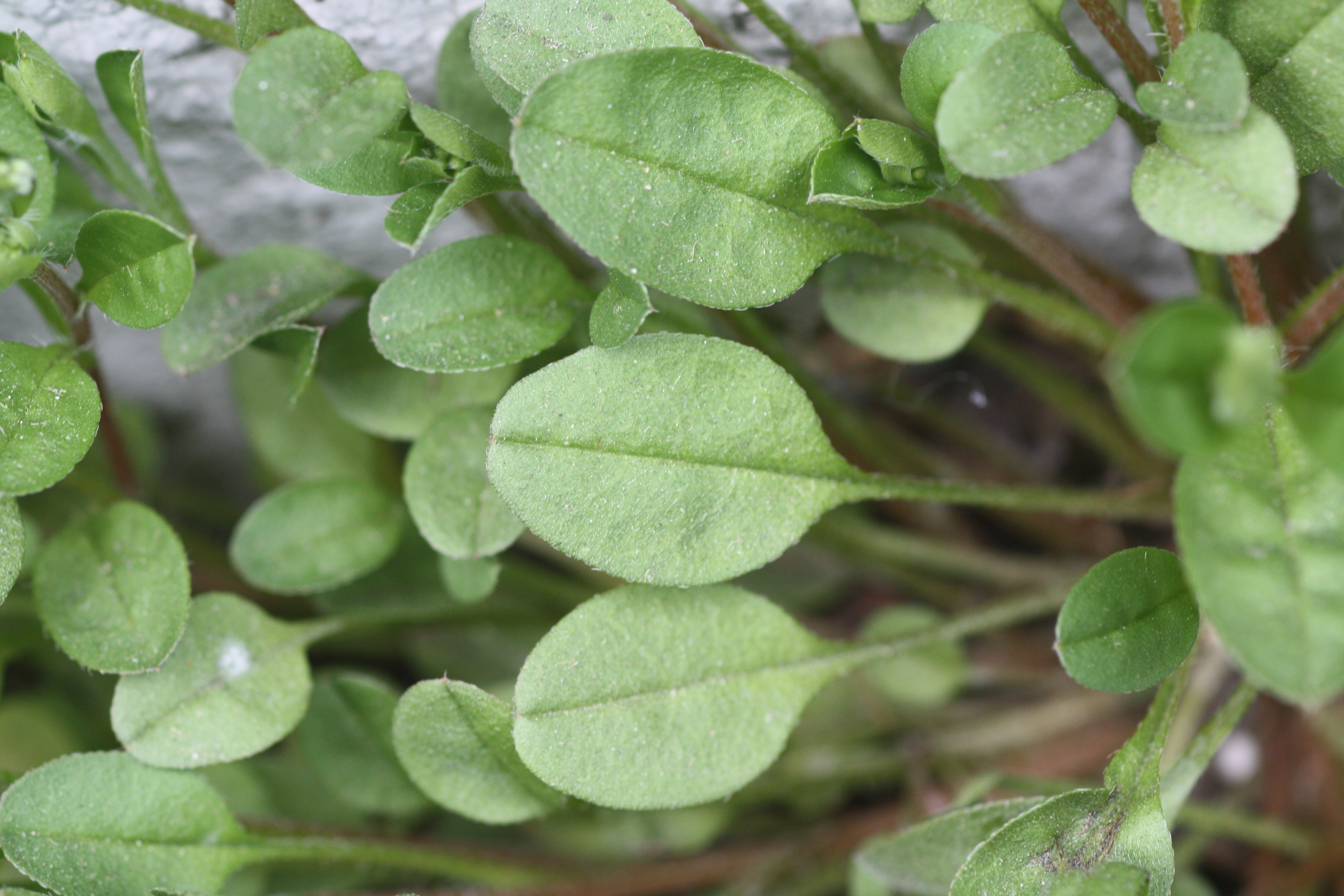
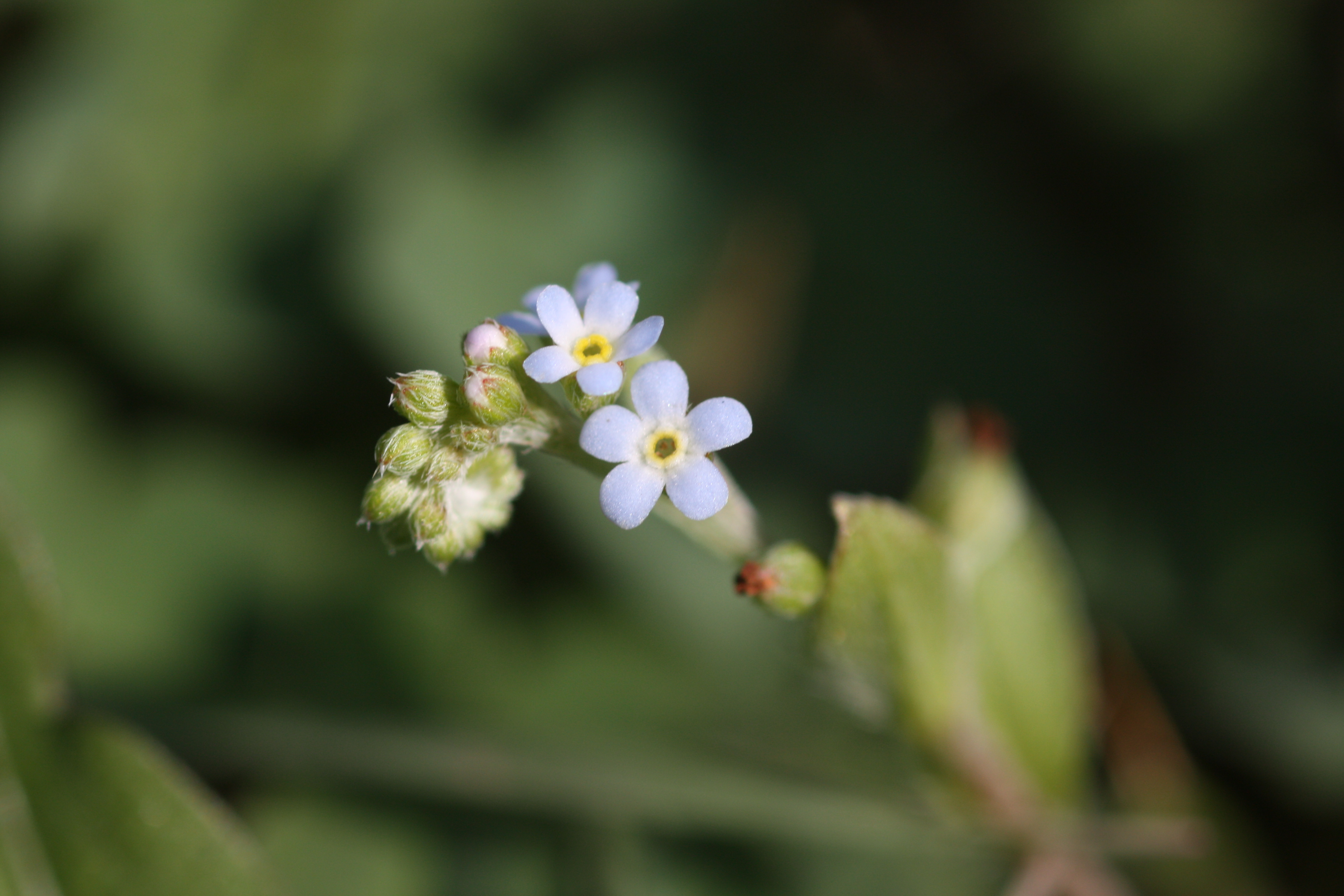
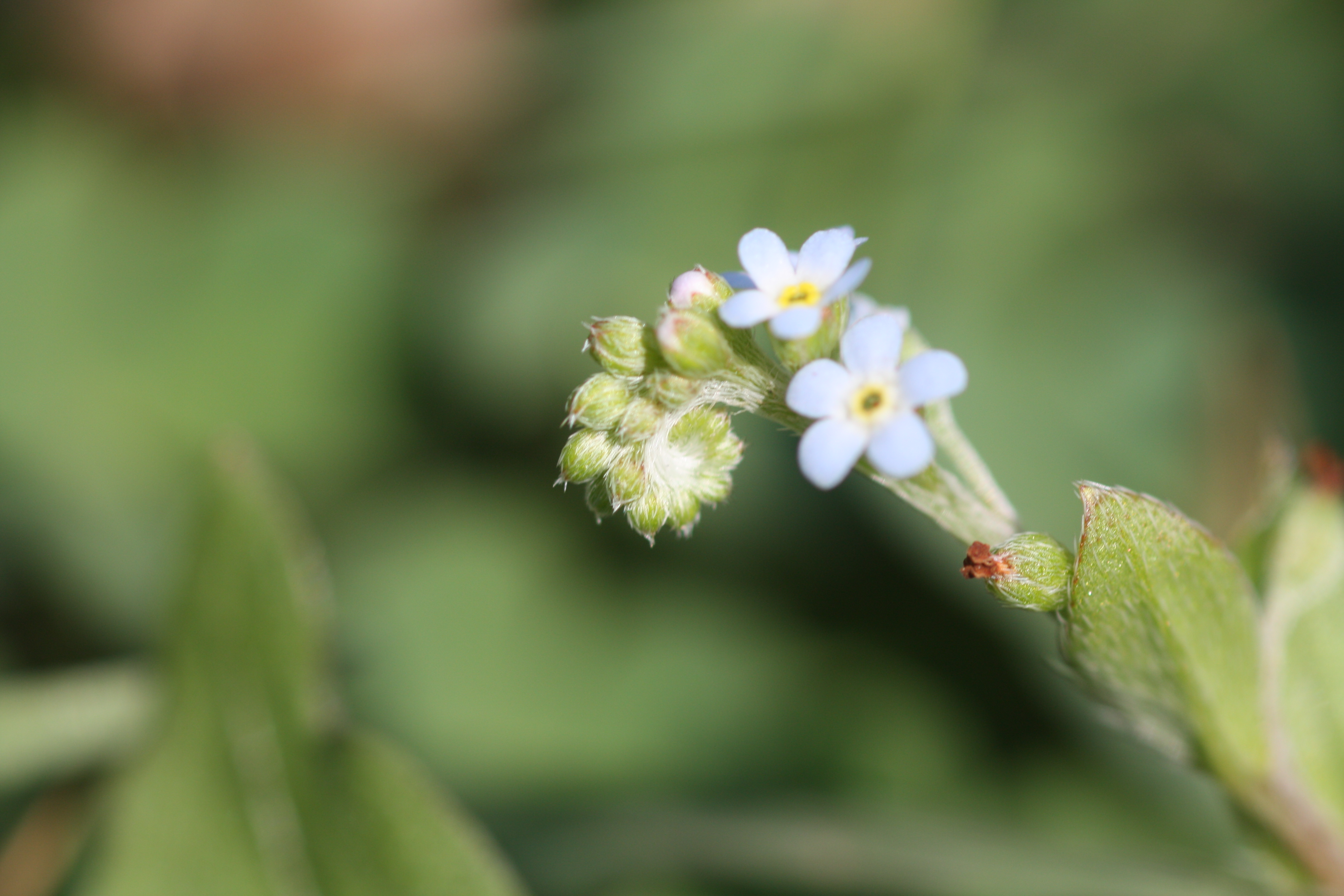
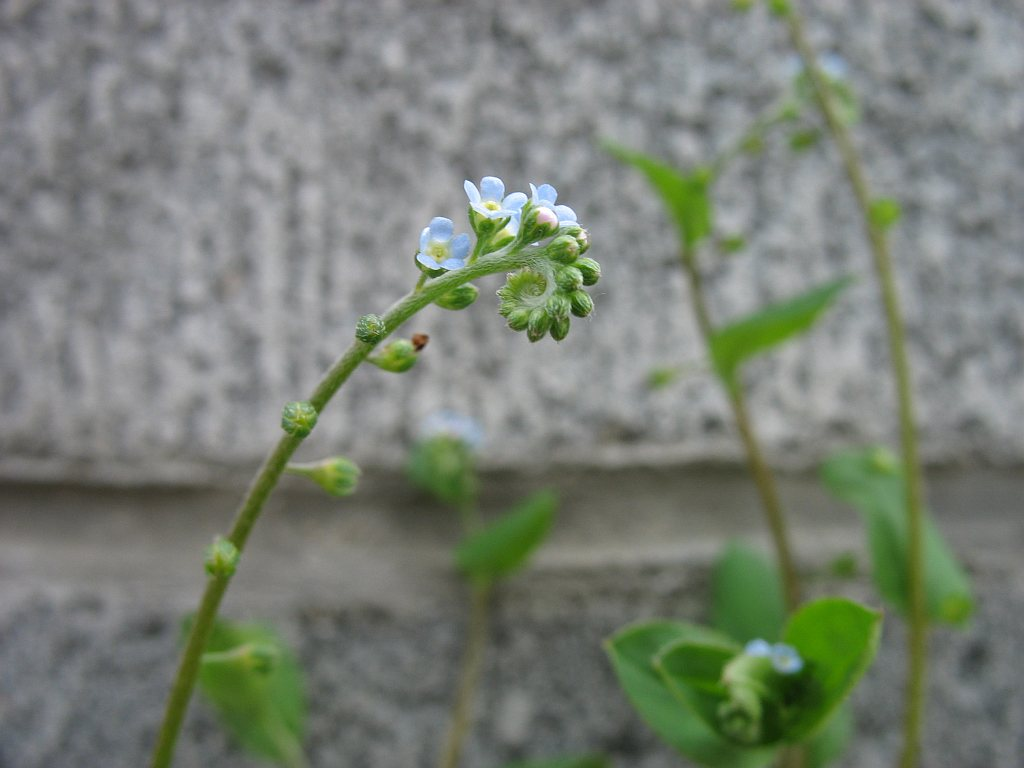
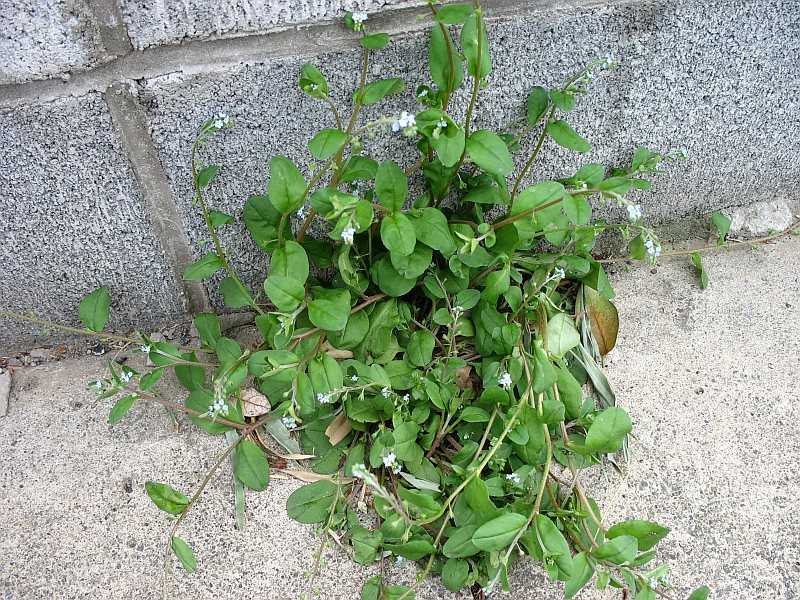
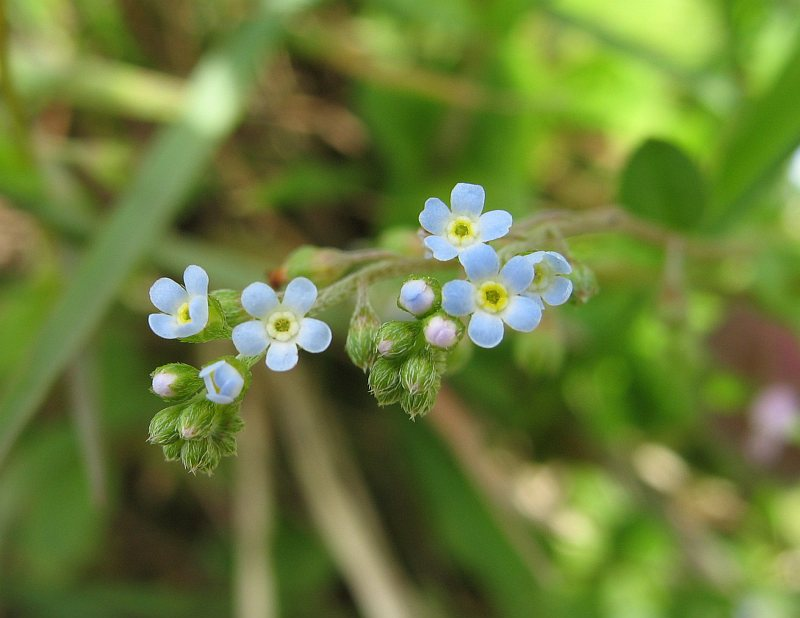